# Das neue
das neue ist eine wöchentlich erscheinende Frauenzeitschrift, die vom Pabel-Moewig Verlag (einem Tochterunternehmen der Bauer Media Group) herausgegeben wird. Der Redaktionssitz ist Rastatt, Chefredakteurin ist Gitta Kabelitz.

## Inhalt und Schwerpunkte
das neue gehört zum Segment der unterhaltenden Frauenzeitschriften. Neben Berichten und Reportagen aus der Welt von Adel und Prominenz bilden Ratgeber zu klassischen Frauenthemen wie Mode/Kosmetik, Gesundheit und Reise den Heftinhalt. Als besonderen Schwerpunkt beinhaltet jede Ausgabe einen 21-seitigen Rätselteil.

## Auflage und Verbreitung
Die Zeitschrift hat laut IVW 4/2024 eine verbreitete Auflage von 57.174 Exemplaren und erreicht laut MA 2021 P1 0,24 Mio. Leser.